# Sóc Anderson
Sóc Anderson, tên khoa học Callosciurus quinquestriatus, là một loài động vật có vú trong họ Sóc, bộ Gặm nhấm. Loài này được Anderson mô tả năm 1871. Chúng tìm thấy ở Trung Quốc và Myanmar.

## Phân loài
- C. q. quinqestriatus (Anderson, 1871)
- C. q. imarius. (Thomas, 1926)[3].

## Hình ảnh

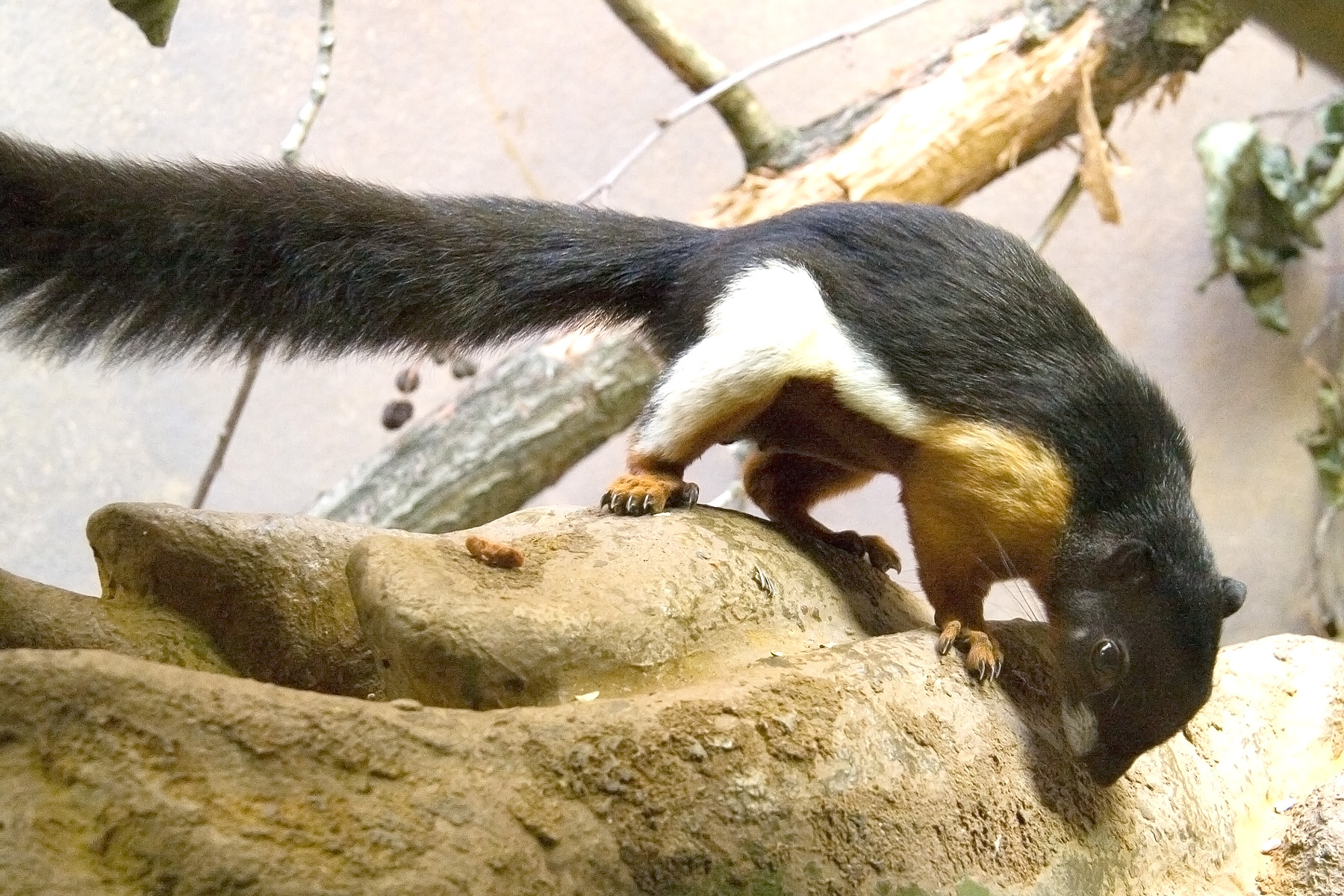